# Song Myung-soon
Đây là một tên người Triều Tiên, họ là Song.
Song Myung-soon là cựu sĩ quan của Lục quân Hàn Quốc. Cô bắt đầu sự nghiệp của mình trong Quân đoàn Phụ nữ và vươn lên nắm lấy vai trò chỉ huy một trong các tiểu đoàn của quân đoàn này. Sau đó, cô làm việc tại Bộ Tư lệnh Lực lượng phối hợp Hàn Quốc-Hoa Kỳ và trong các cơ quan của Tham mưu trưởng Liên quân Hàn Quốc. Vào tháng 12 năm 2010, Song trở thành người phụ nữ thứ sáu của Hàn Quốc được thăng cấp bậc thiếu tướng và là người đầu tiên xuất phát là một quân nhân chiến đấu. Cô được đặt vào lực lượng dự bị hai năm sau đó.

## Cuộc sống và sự nghiệp ban đầu
Song sinh năm 1958. Cô theo học Đại học Yeungnam và tốt nghiệp cử nhân khoa học chính trị và đối ngoại. Sau đó, Song theo học tại Đại học Kyonggi, và cô nhận bằng thạc sĩ về an ninh quốc gia. Song gia nhập Quân đoàn Phụ nữ Lục quân Hàn Quốc (WAC) năm 1981. Vào thời điểm đào tạo cơ bản ban đầu, cô có một đứa con.
Song vươn lên nắm lấy vai trò chỉ huy một tiểu đoàn của WAC và cũng là đơn vị lực lượng đặc biệt của bộ phận này. Sau đó cô làm việc tại Bộ Tư lệnh Lực lượng phối hợp Hàn Quốc-Hoa Kỳ và từng là chỉ huy của Trung tâm Huấn luyện Cơ bản Quân đội 2 và là trưởng phòng chiến tranh tâm lý trong bộ phận dân sự của Bộ Tư lệnh Tác chiến thứ hai. Đến năm 2010, cô giữ cấp bậc đại tá và phục vụ trong phòng hoạt động dân sự chung của các văn phòng trực thuộc Tham mưu trưởng liên quân Hàn Quốc.

## Trở thành sĩ quan
Vào tháng 12 năm 2010, Song đã trở thành người phụ nữ Hàn Quốc thứ sáu được thăng cấp tướng trong quân đội Hàn Quốc. Cô là nữ tướng đầu tiên của Hàn Quốc xuất thân từ quân nhân (năm phụ nữ trước đó đều là từ dịch vụ điều dưỡng). Song nói rằng "vai trò của nữ quân nhân và nữ sĩ quan đã trở nên quan trọng hơn trước" và ngày thăng chức của cô sẽ là "một bước ngoặt trong quân đội. Tôi nghĩ rằng quân đội sẽ chú ý hơn đến việc sử dụng và đặt các nữ quân nhân vào đúng vị trí để tạo ra sức mạnh tổng hợp".
Năm 2012, cô là thành viên của một phái đoàn sĩ quan Hàn Quốc tham dự lễ kỷ niệm tại Seoul của Ngày Lực lượng Vũ trang lần thứ 36 của Các Tiểu vương quốc Ả Rập Thống nhất.